# Marina Maksimowa
Marina Maksimowa, ros. Марина Владиславовна Максимова (ur. 20 maja 1985) – rosyjska lekkoatletka specjalizująca się w rzucie oszczepem. 
W 2011 zdobyła srebrny medal uniwersjady. Medalistka mistrzostw Rosji (m.in. zimowych mistrzostw w rzutach w 2011) oraz reprezentantka kraju w zimowym pucharze Europy. 
Rekord życiowy: 60,73 (4 czerwca 2011, Jerino). 

## Osiągnięcia
| Rok  | Impreza                        | Miejsce  | Lokata     | Wynik |
| ---- | ------------------------------ | -------- | ---------- | ----- |
| 2010 | Zimowy puchar Europy w rzutach | Arles    | 2. miejsce | 55,44 |
| 2011 | Zimowy puchar Europy w rzutach | Sofia    | 8. miejsce | 51,10 |
| 2011 | Uniwersjada                    | Shenzhen | 2. miejsce | 59,87 |
| 2012 | Zimowy puchar Europy w rzutach | Bar      | 3. miejsce | 60,33 |